# Chute avec résistance de l'air
 (octobre 2018).
Si vous disposez d'ouvrages ou d'articles de référence ou si vous connaissez des sites web de qualité traitant du thème abordé ici, merci de compléter l'article en donnant les références utiles à sa vérifiabilité et en les liant à la section « Notes et références ».

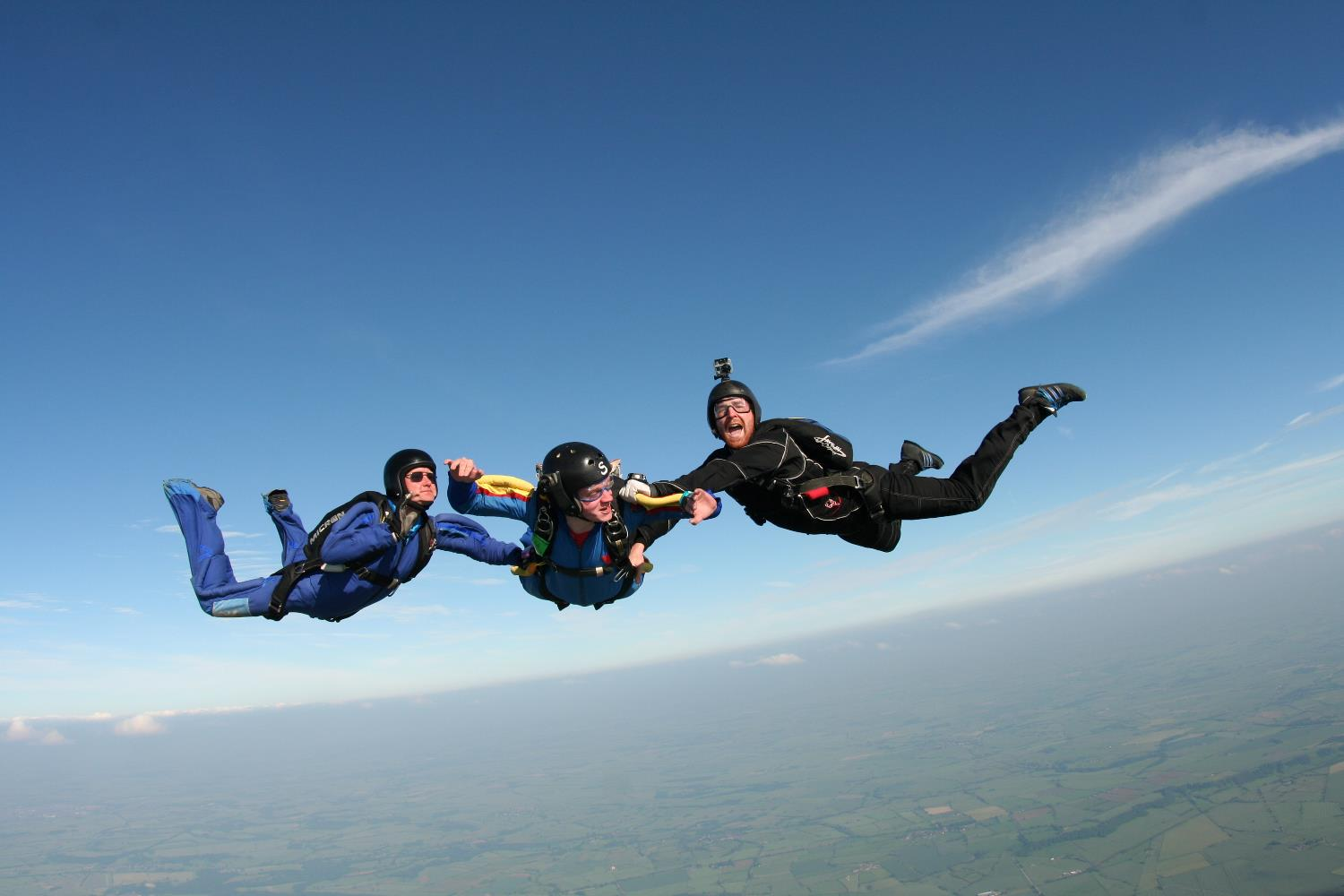
Parachutistes en chute libre utilisant la résistance de l'air avant le déploiement du parachute.

En physique, on désigne par chute avec résistance de l'air la modélisation du problème de la chute d'un corps, généralement sous atmosphère terrestre, dans laquelle on prend en compte l'influence du frottement fluide, de l'air sur l'objet, sur la chute. Ce modèle est donc différent du modèle de chute libre, dans lequel seul l'effet du poids est considéré.

## Description du mouvement
Lorsqu'un corps chute dans l'atmosphère, sous l'effet de la pesanteur, il est également soumis à d'autres forces, dont notamment la résistance de l'air et la poussée d'Archimède. Le modèle de la chute libre néglige ces forces, et ne considère que l'action de la pesanteur sur le corps en chute ; le modèle de la chute avec résistance de l'air s'appuie sur le modèle de la chute libre, mais le précise en prenant en considération la résistance de l'air.
L'essentiel de la différence avec le modèle de chute libre est que la vitesse ne croît pas linéairement, mais tend vers une vitesse limite de chute.

## Modélisation
Dans cette approche de la chute d'un objet, seules deux forces sont prises en compte : 
- le poids, {\displaystyle {P=mg}} ;
- la résistance (traînée) de l'air, {\displaystyle R={\frac {1}{2}}\,C_{x}\,\rho \,S\,v^{2}} ;

avec :
- {\displaystyle {m}}, la masse de l'objet ;
- {\displaystyle {g}}, l'accélération de la pesanteur ;
- {\displaystyle {\rho }} désigne la masse volumique de l'air ;
- {\displaystyle {S}}, le maître-couple, section droite perpendiculaire au mouvement ;
- {\displaystyle {C_{x}}}, le coefficient de résistance « aérodynamique » ;
- {\displaystyle {v}}, la vitesse de l'objet.

## Résolution à vitesse initiale nulle
Au départ, la vitesse est nulle. La résistance de l'air est donc nulle également. L'objet se comporte donc comme s'il était en chute libre. Au fur et à mesure que l'objet accélère, la résistance de l'air augmente, ce qui diminue son accélération. Au temps long, le frottement de l'air tend à compenser le poids. L’accélération tend alors vers 0 et la vitesse tend vers une valeur limite, la vitesse limite de chute. Cette vitesse limite de chute n'est jamais atteinte.
La vitesse limite de chute {\displaystyle {V_{0}}}, est la vitesse pour laquelle le poids compenserait exactement la résistance de l'air. Elle  vaut :
En posant {\displaystyle {T=V_{o}/g}} et {\displaystyle {H=V_{o}T}}, la position de l'objet en fonction du temps peut s'écrire comme suit :
ou 
La vitesse en fonction du temps peut s'écrire comme suit :
{\displaystyle v(t)=V_{0}\,\tanh {\frac {t}{T}}}.

### Application numérique
Soit g=9,81 m/s2 l'accélération de la pesanteur. La masse volumique de l'air est ρ = 1,22 kg/m3.
On considère une balle de tennis de masse 57 g et de rayon 3,3 cm ;
et une boule de pétanque de masse 700 g
et de rayon 3,7 cm
que l'on jette du deuxième étage, soit à une hauteur approximative h de 7 m.
La position de l'objet est donné par la formule suivante :
{\displaystyle z(t)=V_{0}T\ln \left[\cosh \left({t \over T}\right)\right]}.
On obtient donc :
{\displaystyle t=T\operatorname {arcosh} \left[\exp \left({h \over V_{0}T}\right)\right]} ,
ou encore :
{\displaystyle t=T\operatorname {arcosh} \left[\exp \left({hg \over V_{0}^{2}}\right)\right]}.
On remplace V0 et l'on obtient :
{\displaystyle t={V_{0} \over g}\operatorname {arcosh} \left[\exp \left({hC_{x}\rho S \over 2m}\right)\right]}.
Le coefficient de traînée pour une balle de tennis est {\displaystyle C_{x}=0.57}.
Le coefficient de traînée pour une sphère lisse est {\displaystyle C_{x}=0.45}.
Pour la balle de tennis, l'on obtient tt = 1,224 s et pour la boule de pétanque, l'on obtient tp = 1,197 s. 
Il existe donc une différence de temps de chute de 2.5% qui est mesurable. Si les 2 objets sont lancés exactement en même temps, on devrait être capable d'entendre clairement la différence de temps lors de l'impact. 
On considère maintenant la même expérience mais à partir du haut de la Tour de Pise qui a une hauteur de 56 m.
Dans le cas d'une balle de tennis, on obtiendra : t= 4,07 s.
Dans le cas d'une boule de pétanque, on obtiendra : t=3,43 s.
La différence entre les 2 temps de chute estimés est loin d'être négligeable et est de plus d'½ seconde et devrait facilement être mise en évidence.

### Discussion lorsquek=hCxρS2m{\displaystyle k={hC_{x}\rho S \over 2m}}est petit
On a alors :
{\displaystyle x=\exp(k)\approx 1+k}.
On rappelle que {\displaystyle \operatorname {argch} (x)=\ln \left(x+{\sqrt {x^{2}-1}}\right)}. Après substitution, on obtient :
{\displaystyle t\approx {V_{0} \over g}\ln \left(1+k+{\sqrt {(1+k)^{2}-1}}\right)\approx {V_{0} \over g}{\sqrt {2k}}}.
On substitue V₀ et k et donc :
{\displaystyle t\approx {1 \over g}{\sqrt {2mg \over \rho C_{x}S}}\times {\sqrt {2hC_{x}\rho S \over 2m}}={\sqrt {2h \over g}}},
ce qui correspond à la formule usuelle lorsque la résistance de l'air est négligeable.

## Et Galilée?
Galilée a-t-il fait l'expérience ? Celle de la tour de Pise ? Koyré le nie. Il argumente sans nul doute avec raison.
Bellone, sans contredire Koyré, indique que Galilée avait déjà compris que la résistance était proportionnelle à la masse volumique de l'air (voire de l'eau) et au maître-couple de l'objet, et un coefficient {\displaystyle C_{x}}. Cependant, il ne sait sans doute pas qu'elle est proportionnelle à {\displaystyle v^{2}}. Il sait que la loi {\displaystyle v=gt} est fausse aux grandes valeurs de t. Mersenne l'a confirmé. Pour aller au-delà, il lui aurait fallu trouver {\displaystyle v(x)}. Torricelli y est presque en 1644 : il sait que {\displaystyle v(x)} croît moins vite que √x.
Galilée ne manipule pas encore des quantités avec unités : tout est rapporté à des distances, comme du temps des Grecs. Et c'est seulement vers 1700 que tous ces calculs seront faits, en particulier par Bernoulli.

## Le mouvement violent
On appelle mouvement violent le mouvement de la boule lancée avec une vitesse initiale non nulle, ici selon la verticale.
Il est intéressant de comparer les deux mouvements (par exemple en considérant que le choc au sol est élastique).
L'équation différentielle s'intègre : {\displaystyle \mathrm {d} v/\mathrm {d} t=-g(1+v^{2}/V_{0}{}^{2})} donne :
{\displaystyle \arctan \left({\frac {v}{V_{0}}}\right)=-{\frac {gt}{V_{0}}}+\arctan \left({\frac {v(0)}{V_{0}}}\right)},
et 
{\displaystyle v^{2}(x)=-gH+\left[v(0)^{2}+gH\right]\exp \left(-{\frac {2x}{H}}\right)}.
Ce qui permet de comparer :
{\displaystyle t_{\text{descente}}=T\mathrm {argtanh} \left({\frac {v(0)}{V_{0}}}\right)},
d'où 
{\displaystyle t_{\rm {mont{\acute {e}}e}}=-iT\mathrm {argtanh} \left(i{\frac {v(0)}{V_{0}}}\right)=T\arctan \left(\tanh \left({\frac {t_{\rm {descente}}}{T}}\right)\right)},
soit un rapport 2,908/3,204, et
{\displaystyle h_{\rm {descente}}=z_{0}=H\ln \gamma \!},
{\displaystyle h_{\rm {mont{\acute {e}}e}}=H\ln {\sqrt {1+{\frac {v(0)^{2}}{V_{0}^{2}}}}}},
soit 
{\displaystyle h_{\rm {mont{\acute {e}}e}}={\frac {H}{2}}\ln \left(2-\exp \left(-2{\frac {z_{0}}{H}}\right)\right)}.